# Eudyops diascia
Eudyops diascia är en fjärilsart som beskrevs av George Francis Hampson 1926. Eudyops diascia ingår i släktet Eudyops och familjen nattflyn. Inga underarter finns listade i Catalogue of Life.